# Distretto di Taizihe
Il distretto di Taizihe (太子河区S, Tàizǐhé QūP) è un distretto della Cina, situato nella provincia di Liaoning e amministrato dalla prefettura di Liaoyang.